# کورت پلاده
کورت پلاده (لتونیایی: Kurts Plade; ۱۶ اوت ۱۸۹۸ – فوریه ۱۹۴۵) بازیکن فوتبال اهل لتونی بود.
از باشگاه‌هایی که در آن بازی کرده‌است می‌توان به اشاره کرد.
وی همچنین در تیم ملی فوتبال لتونی بازی کرده‌است.